# Amsacta strigata
Amsacta strigata là một loài bướm đêm thuộc phân họ Arctiinae, họ Erebidae.